# José de Entrala y Lannoy
José Entrala y Lannoy (Manila, 1849-Constantinopla, 7 de diciembre de 1886) fue un pintor paisajista español nacido en las islas Filipinas, discípulo de Carlos de Haes.

## Biografía

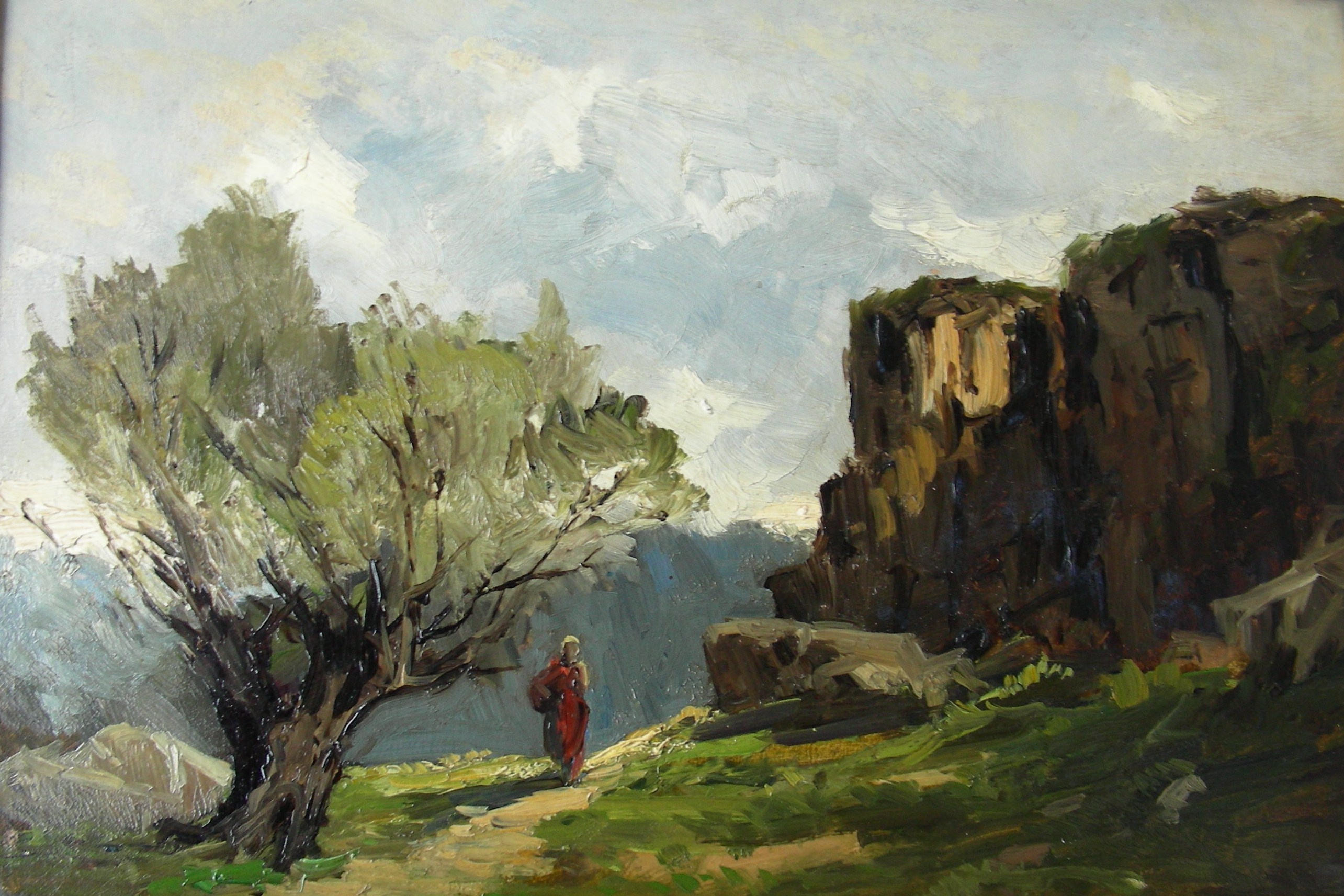
Pintura de Entrala

Nacido en Lolomboy (en un convento de frailes dominicos junto a la casa de recreo que sus padres tenían en la provincia de Bulacán, cerca de Manila, en la isla de Luzón) en el año 1849; hijo de Josefina Lannoy —hija del embajador belga— y de José Entrala y Perales, magistrado granadino destinado allí como juez. A los pocos años la familia regresó a España donde el padre, en virtud de su cargo, fue destinado sucesivamente a Pamplona, Granada, Madrid y Barcelona. Siguiendo el modelo paterno, José estudió leyes e ingresó en el cuerpo diplomático el 30 de enero de 1875.
José Entrala, que vivió solo treinta y siete años, pintó por afición como muchos de los alumnos de Carlos de Haes en la Real Academia de San Fernando, en Madrid. Aureliano de Beruete y Moret en su Historia de la pintura española del siglo XIX, recoge unas líneas escritas por su padre Aureliano de Beruete, sobre la relación que le unió con el efímero pintor: «José Entrala, cuya aptitud para el paisaje era envidiada por nosotros y muy estimada por Haes, y yo tuvimos la fortuna de acompañar al maestro, en el verano de 1874, a los Picos de Europa. También hicimos juntos el viaje del verano siguiente...».

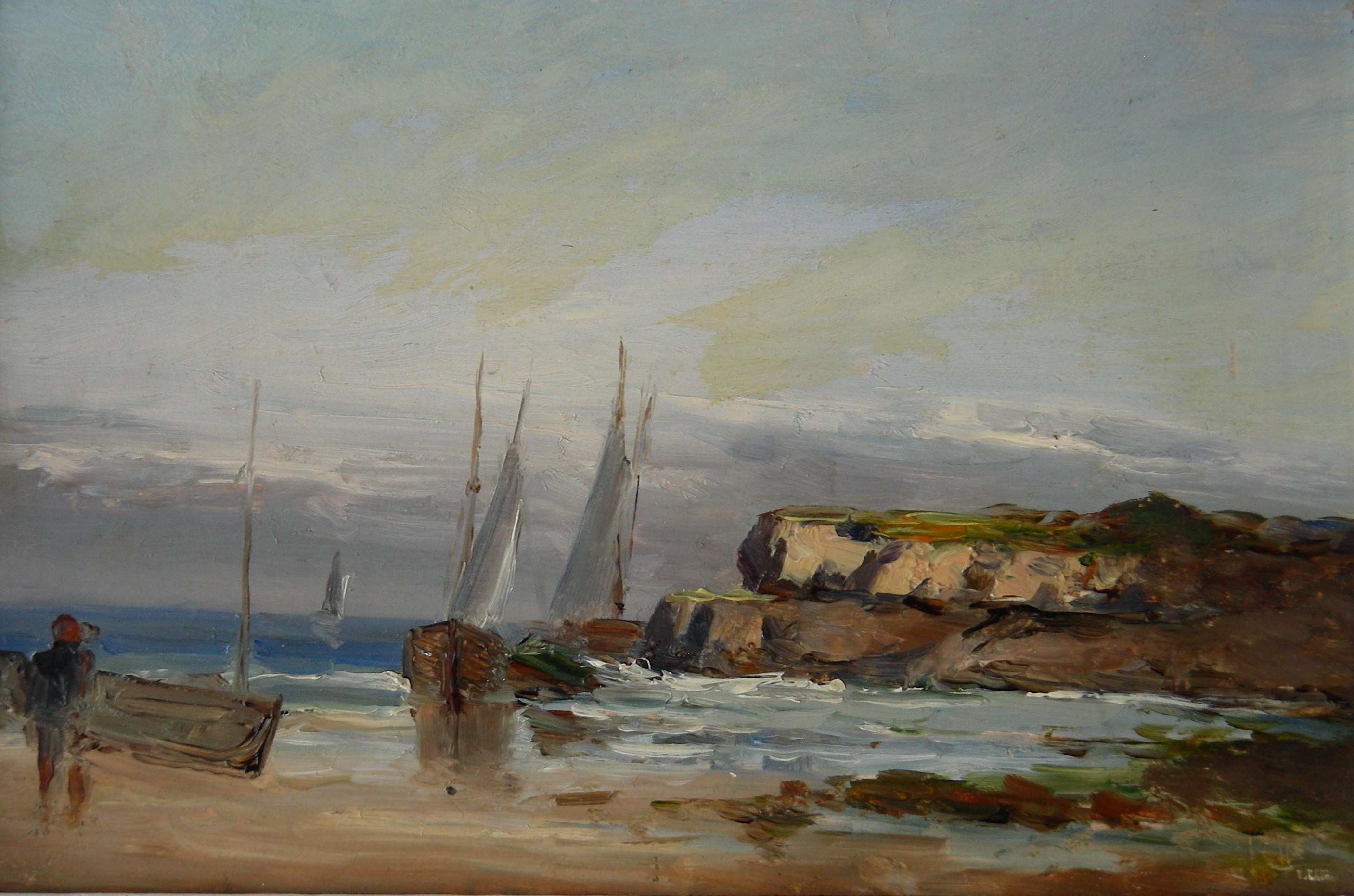
Costa cantábrica (c. 1875)

Entrala presentó dos obras en la Exposición Nacional de Bellas Artes del año 1881: "Costa de Asturias" y "Paisaje holandés". En mayo de 1882 aparece destinado en Méjico —donde fue ascendido a tercer secretario de embajada— y en 1885 rechazó un destino en Washington (que finalmente ocupó el también diplomático y pintor Luis de Llanos).
Entrala se casó el 15 de enero de 1885 con Paulina Ondovilla y Durán, y un año después, tras el nacimiento de su única hija María Concepción, el 7 de diciembre de 1886, falleció en Constantinopla, donde era secretario tercero de la Embajada española. Era cuñado del marqués de Vadillo.
Su escasa obra, casi siempre sin firmar, son en su mayoría apuntes o bocetos rápidos al óleo en tablas o lienzos de reducido tamaño fruto de la actividad "pleinairista", tomando los modelos directamente al aire libre. La mayor parte de su obra quedó en poder de la familia, especialmente su hija, y a partir de la década de 1960 pasaron a colecciones privadas. En 1962, se celebró en la Sala de Amigos del Arte de Madrid, una exposición con 34 de sus obras.